# La Merveilleuse Aventure
Pour le film de Roy William Neill, voir La Merveilleuse Aventure (film, 1925).
Pour plus de détails, voir Fiche technique et Distribution.
La Merveilleuse Aventure (Durch die Wälder, durch die Auen) est un film allemand réalisé par Georg Wilhelm Pabst, sorti en 1956. Il s'agit du dernier film de Pabst.

## Fiche technique
- Titre français : La Merveilleuse Aventure[1]
- Titre original : Durch die Wälder, durch die Auen (litt. « À travers les forêts, à travers les marécages »)
- Réalisation : Georg Wilhelm Pabst
- Scénario : Peter Hamel, Walter Forster (de) et F.M. Schilder d'après Die romantische Reise des Herrn Carl Maria von Weber de Hans Watzlik
- Photographie : Kurt Grigoleit
- Pays d'origine :  Allemagne de l'Ouest
- Format : Couleurs - 1,37:1 - Mono
- Genre : Comédie romantique
- Durée : 98 minutes
- Date de sortie : 1956

## Distribution
- Eva Bartok : Caroline Brand
- Peter Arens : Carl Maria von Weber
- Joe Stöckel : Kutscher Treml
- Rudolf Vogel : Valerian
- Karl Schönböck : Graf Enzio von Schwarzenbrunn
- Michael Cramer : Konrad
- Erik Frey : Graf Geza Esterhazy
- Rainer Bertram